# Attalea oleifera
Attalea oleifera är en enhjärtbladig växtart som beskrevs av João Barbosa Rodrigues. Attalea oleifera ingår i släktet Attalea och familjen Arecaceae. IUCN kategoriserar arten globalt som livskraftig. Inga underarter finns listade i Catalogue of Life.